# Enrico De Nicola
Enrico De Nicola (ur. 9 listopada 1877 w Neapolu, zm. 1 października 1959 w Torre del Greco) – włoski prawnik, polityk, pierwszy prezydent Republiki Włoskiej, prezes Sądu Konstytucyjnego i przewodniczący Senatu.

## Życiorys
Zaczynał jako dziennikarz w piśmie prawniczym "Don Marzio". Ukończył studia prawnicze, specjalizował się w zakresie prawa karnego. Od 1909 do 1924 był pięciokrotnie wybierany do Izby Deputowanych Królestwa Włoch. W latach 1920–1924 pełnił funkcję przewodniczącego tej izby parlamentu. Wcześniej był podsekretarzem stanu ds. kolonii (1913–1914) i ds. skarbu (1919). Od 1919 do 1920 przewodniczył krajowej komisji wyborczej.
W okresie reżimu faszystowskiego nie angażował się w działalność polityczną. W 1929 otrzymał nominację na senatora, nie brał jednak udziału w pracach związanych z tą funkcją.
Do działalności publicznej powrócił po upadku faszyzmu, został członkiem prowizorycznego parlamentu (Consulta Nazionale). 28 czerwca 1946 wybrano go na tymczasowego prezydenta Republiki Włoskiej, urząd ten sprawował do 12 maja 1948, kiedy to zastąpił go Luigi Einaudi. W tym samym roku z mocy prawa wszedł w skład Senatu, w którym zasiadał w ramach I, II i III kadencji, tj. do czasu swojej śmierci. Był związany z Włoską Partią Liberalną.
W latach 1951–1952 zajmował stanowisko przewodniczącego Senatu. Od 23 stycznia 1956 do 26 marca 1957 był przewodniczącym Sądu Konstytucyjnego Republiki Włoskiej.

## Odznaczenia
- Cavaliere di Gran Croce Decorato di Gran Cordone Orderu Zasługi Republiki Włoskiej – 1956[2]
- Wielki Mistrz Orderu Gwiazdy Solidarności Włoskiej – ex officio (1947–1948)